# Коровин, Владимир Васильевич
Владимир Васильевич Коровин (род. 1 сентября 1950 года) — советский хоккеист с мячом, мастер спорта СССР международного класса (1971), заслуженный мастер спорта России (1998), заслуженный тренер РСФСР (1990).

## Биография
В.В. Коровин - воспитанник кемеровского хоккея с мячом. В юности больше времени уделял футболу, в возрасте 16-ти лет был приглашён в дубль футбольного «Кузбасса». В этот же год был приглашён и в юношескую команду по хоккею с мячом.
Несколько сезонов выступал в составе «Кузбасса», в сезоне 1972/1973 был капитаном команды, завоевавшей в 1973 году бронзовые медали чемпионата СССР. В 1973 году был призван в армию, службу в которой проходил в Свердловске в армейской команде. Именно в этом клубе в 1974 году он становится чемпионом СССР. После окончания военной службы в армейской команде вернулся на два сезона в Кемерово, а далее продолжил карьеру в горьковском «Старте», где был капитаном команды в сезонах 1979/1980, 1980/1981, 1981/1982 и 1983/1984. Завершал игровую карьеру выступлениями за сыктывкарский «Строитель».
Команда из Сыктывкара и стала первой командой, в которой В.В. Коровин начал тренерскую работу. Он работал в «Строителе» главным тренером команды в 1987–1990, 1997–1999 годах, тренером в ДЮСШ «Строитель» в 1990–1992 годах и в сезоне 1993/1994, главным тренером в «Бумажнике» (Сыктывкар) в сезоне 1992/1993, тренером в «Шахтёре» (Ленинск-Кузнецкий) в сезоне 1994/1995, в СКА (Екатеринбург) в 1995–1997 годах, в «Кузбассе» в 1999–2003 годах, в «Старте» в 2003–2005 годах, старшим тренером и тренером в «Старте-2» с сентября 2005 года до декабря 2011 года (с двухлетним перерывом в связи с расформированием фарм-клуба «Старта» в 2009 году). После расформирования фарм-клуба «Старта», работал инспектором матчей чемпионата России в сезоне 2009/2010.
В составе сборной СССР провёл два матча на чемпионате мира 1973 года в Москве, на своём первом чемпионате мира 1971 года в Швеции был в заявке сборной, но не играл из-за травмы.
Также играл в хоккей на траве.

## Достижения
Двукратный чемпион мира — 1971, 1973 

 Победитель турнира на приз газеты «Советская Россия» — 1972 

 Серебряный призёр турнира на приз газеты «Советская Россия» — 1974 

 Чемпион СССР — 1974 

 Серебряный призёр чемпионата СССР — 1980 

 Бронзовый призёр чемпионата СССР — 1973, 1975 

 Обладатель Кубка СССР — 1983 

 Обладатель Кубка европейских чемпионов — 1974
- Входил в список 22 лучших игроков сезона — 1971, 1972, 1973, 1974, 1975, 1980.